# Renaixença valencienne
 (mai 2023).
Si vous disposez d'ouvrages ou d'articles de référence ou si vous connaissez des sites web de qualité traitant du thème abordé ici, merci de compléter l'article en donnant les références utiles à sa vérifiabilité et en les liant à la section « Notes et références ».
 (mai 2023).
Le contenu est difficilement compréhensible vu les erreurs de traduction, qui sont peut-être dues à l'utilisation d'un logiciel de traduction automatique.

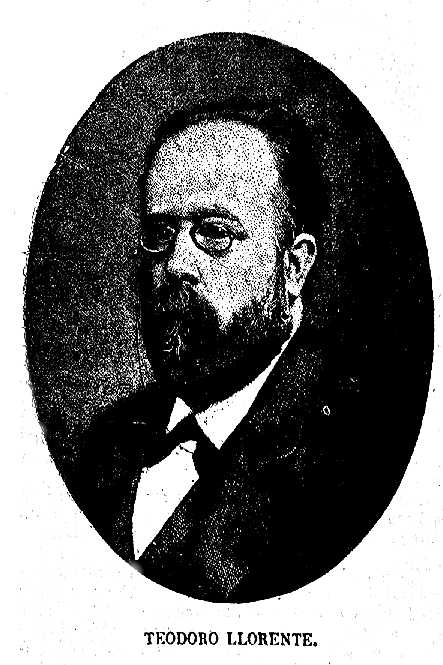
Teodor Llorente (1887)

La Renaixença valencienne est un mouvement littéraire, culturel et social né au Pays valencien, sur les terres de l'ancien royaume de Valence à la fin du XIXe siècle, en écho au mouvement de Renaixença de la langue catalane survenu vers la même période en Catalogne et dans les îles Baléares, promouvant l'usage, surtout littéraire, de la langue valencienne.

## Caractéristiques générales

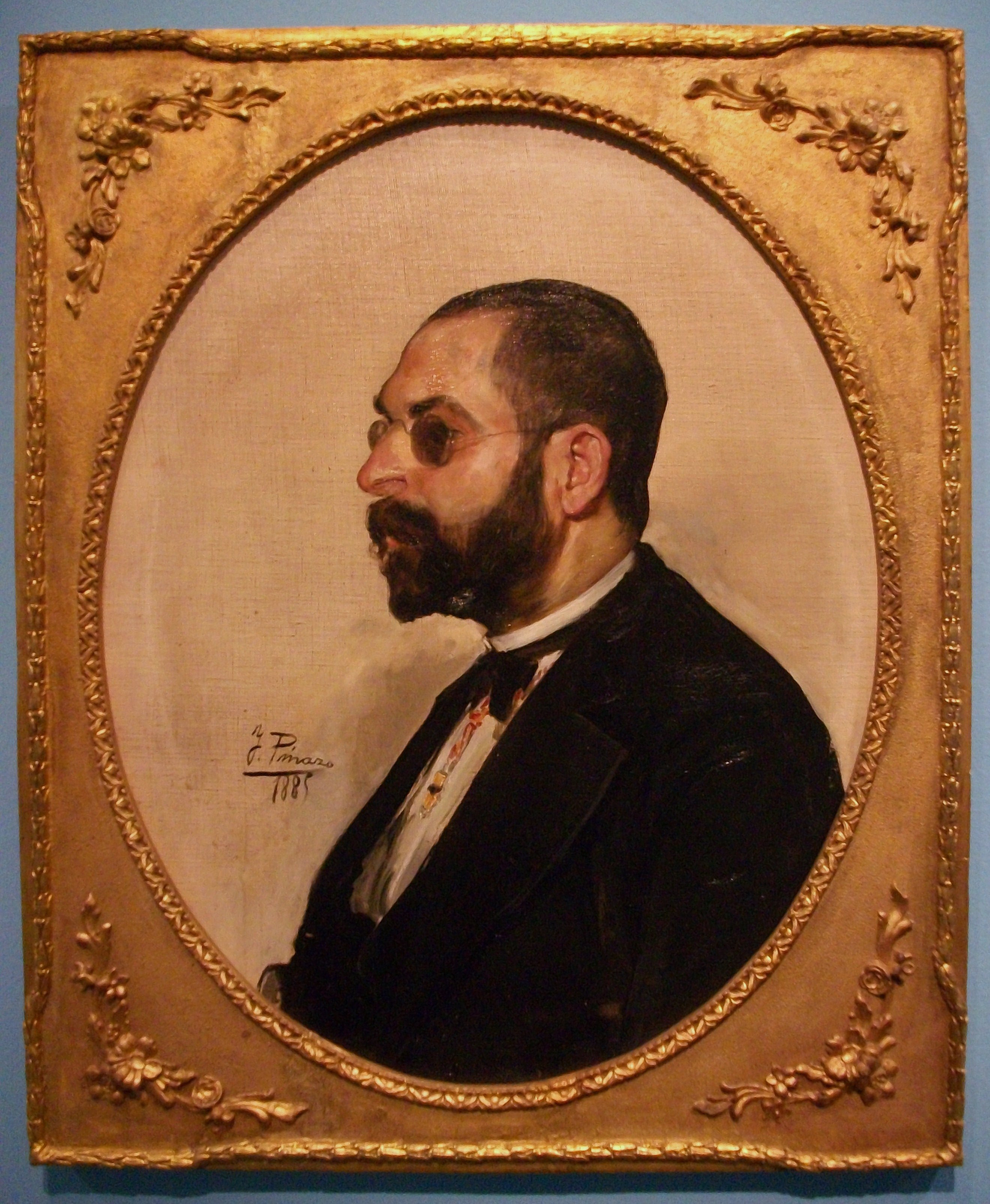
Portrait de Constantí Llombart, Ignasi Pinazo i Camarlench, 1885.

- Ce mouvement trouve ses plus importants soutiens parmi la grande bourgeoisie agricole propriétaire, sa diffusion ayant été moins importante que les mouvements homologues dans d'autres régions. Le centre de ce mouvement était la ville de Valence.
- Ses moyens de diffusion les plus importants furent les jeux floraux et la presse écrite ; aussi bien celle qui existait déjà - comme El Mercantil Valenciano, Diario de Valencia - que de nouveaux journaux tels que Las Provincias.
- Le genre de prédilection de ses auteurs, fut la poésie lyrique. Les thématiques typiques de ce mouvement sont l'amour, la patrie et la foi.
- Malgré le poids important de la nouvelle création littéraire, beaucoup d'écrivains éditèrent et mirent en valeur les écrivains valenciens antérieurs, notamment ceux du Siècle d'Or valencien. Ainsi, Ausiàs March, Jordi de Sant Jordi, Jaume Gassull, ou Jaume Roig furent mieux connus du public.
- Ce mouvement eut deux secteurs clairement différenciés : d'un côté, un courant conservateur et bourgeois — représenté par Teodor Llorente — et de l'autre, un courant progressiste et populaire, représenté par Constantí Llombart. La principale différence entre les deux courrants réside dans leur porté politique.

## Histoire

### Caractéristiques

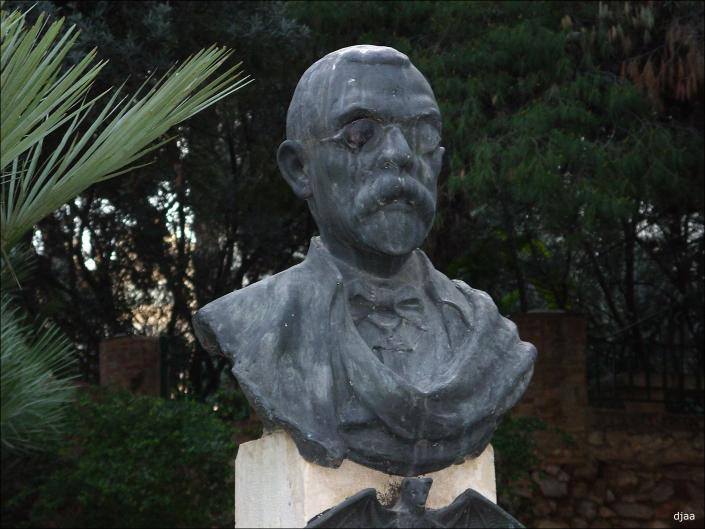
Buste de Constantí Llombart dans les Jardins du Real. Il est l'un des plus importants représentants de la Renaixença, partisan de la revendication nationalisme du particularisme linguistique. Ce fut la thèse contraire qui s'imposa cependant, portée par Teodor Llorente, partisan du maintien d'une attitude simplement littéraire.

La Renaixença valencienne du XIXe siècle est née de la volonté de faire renaître le valencien en tant que langue littéraire et de culture après des siècles de diglossie en ce qui concerne le castillan (période nommée Decadència). 
De la Renaixença valencienne, Joan Fuster souligne l'attitude purement littéraire dénuée de revendications linguistiques et nationalistes. Fuster l'explique par une absence de progressisme de la Renaixença valencienne, et par le manque d'industrialisation de Valence.
D'autre part, Fuster parle de la juxtaposition d'éléments culturels castillans et catalans, allant jusqu'à qualifier la culture valencienne de « culture satellite » par rapport à la culture castillane.

### Origines: étape initiale (1833-1859)

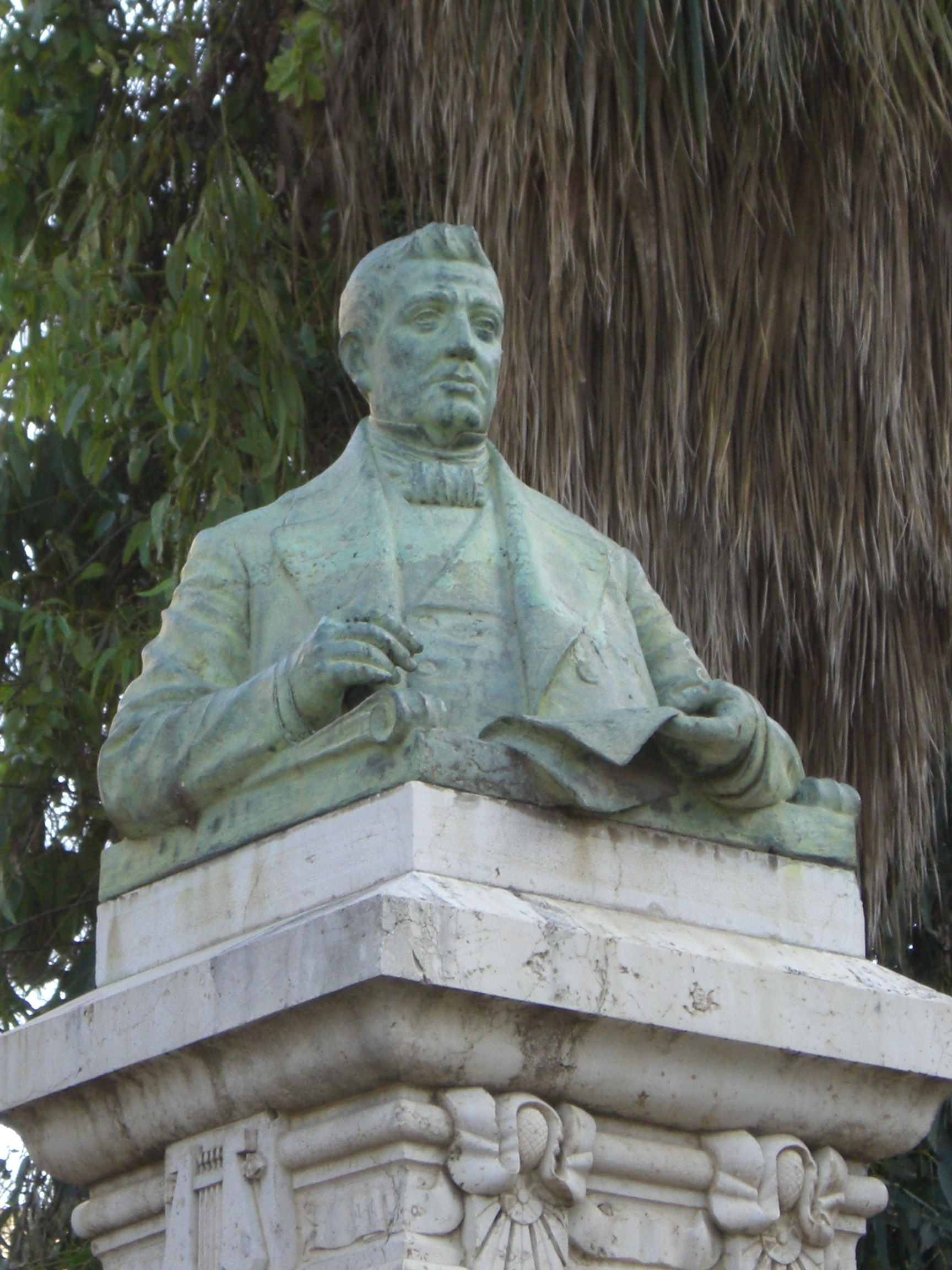
Buste de Bernat i Baldoví, l'un des représentants du courant populiste de la Renaixença, et auteur du fameux sainete El virgo de Vicenteta.

En 1956, Joan Fuster affirme que « la Renaixença valencienne est fille de la Renaixença de Catalogne, et non une prolongation du mouvement local hérité des classiques »,Pérez Moragón et Ortells 2022, p. 218. 
Sanchis Guarner de son côté, considère que l'origine de la Renaixença valencienne est liée en grande partie à l'arrivée de Marià Aguiló au poste de chef de la bibliothèque universitaire, qui encouragea deux jeunes étudiants en droit, Teodor Llorente et Vicente Wenceslao Querol, à écrire des vers en langue vernaculaire.
Vicent Simbor Roig, professeur à l'Université de Valence, affirme que la Renaixença valencienne fut un mouvement autonome, avec une première étape entre 1833 et 1859, année où Teodor Llorente rejoint et dirige le mouvement, qui entame une nouvelle étape, celle de la maturité.

### Période de plénitude (1859-1909)
Selon Vicent Simbor en 1859 se célèbre le premier concours poétique et le premier succès de Llorente, tout le monde coïncide en établir cette date comme début de la période de plénitude de la Renaixença valencienne. En ce qui concerne la date de fin, les avis divergent. Ainsi, elle peut être fixée à 1893, année de la mort de Constantí Llombart ; à 1902, année où le vice-président de Lo Rat Penat prononce le discours intitulé Du Régionalisme et de la culture valencienne qui incite les renacentistas à s'impliquer politiquement ; à 1904, année de la fondation de l'entité politique València Nova, qui se propose de forger une Solidarité Valencienne à la manière de la Solidarité Catalane ; ou encore à 1909, année de l'exposition régionale lors de laquelle Llorente est nommé poète officiel de Valence aux cris de “Vive la langue valencienne!”, “Vive Valence Libre!”.
Durant cette période de plénitude, on peut distinguer deux moments : un premier, de 1859 à 1874, dominé par Llorente et le groupe conservateur ; et un second, de 1874 à 1909, dominé par Constantí Llombart et le groupe progressiste.

### Leadership de Llorente et son groupe conservateur (1859-1874)

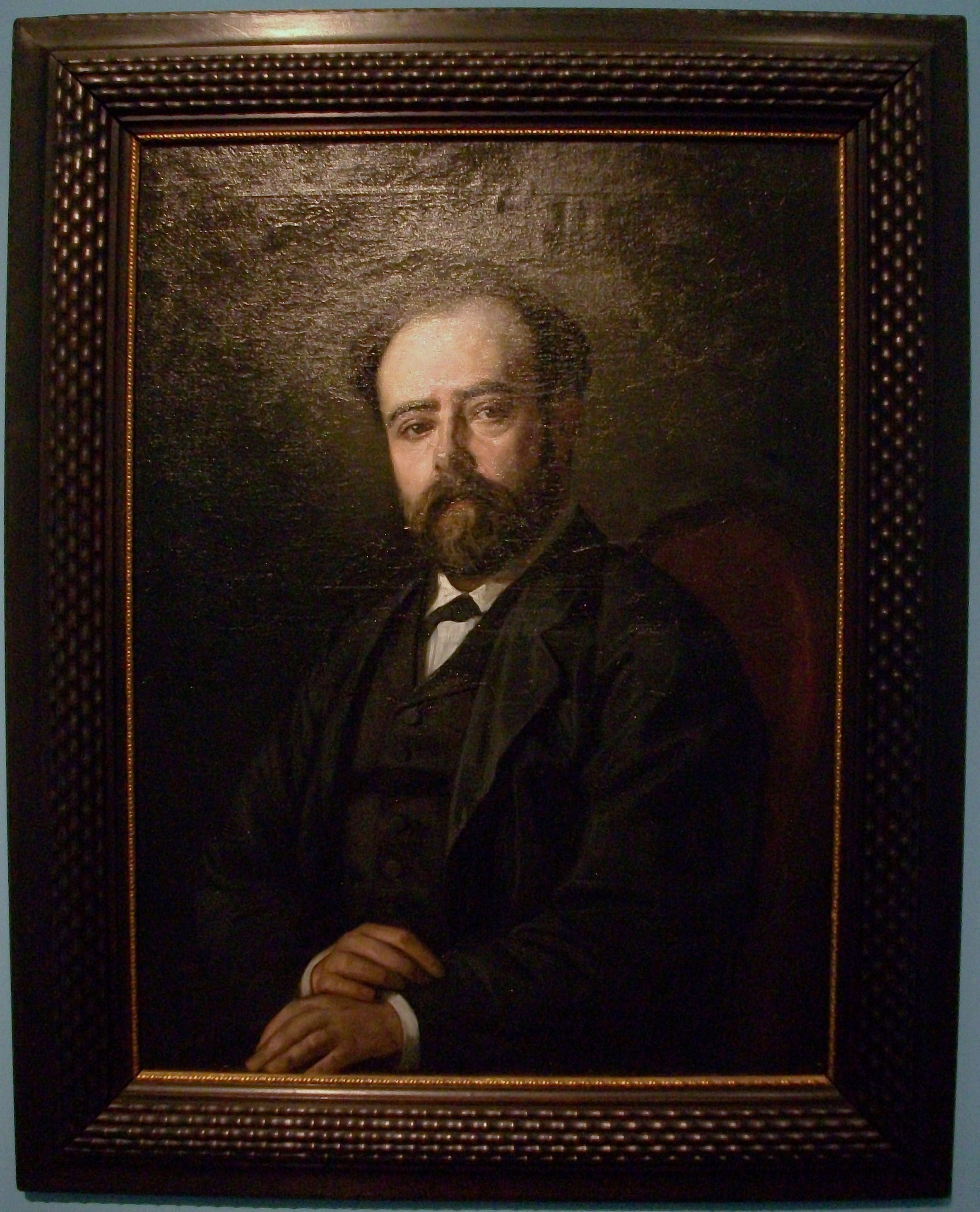
Portrait de Teodor Llorente en 1872.

À partir du concours poétique commémorant le IVe centenaire de la mort de Ausiàs March (en 1859), la Renaixença valencienne entre dans une nouvelle étape hégémonique grâce à un nouveau groupe d'écrivains qui rejoignent le mouvement de la Renaixença à partir des années 1850 et qui reconnaissent Teodor Llorente comme chef. À celui-ci, il faut ajouter Vicente W. Querol, Jacinto Labaila, Rafael Ferrer et Félix Pizcueta.
C'est à partir de ce moment que la Renaixença valencienne suit un programme concret déterminé par un chef et ses partisans. Pour atteindre leurs objectifs, les renacentistas peuvent compter sur divers journaux (La Opinión et Las Provincias aux mains de Llorente) et sur toute la classe dirigeante. 
La caractéristique la plus importante des renacentistas menés par Llorente est l'apolitisme du mouvement. Le groupe dirigeant de la Renaixença valencienne avait dès le début forgé son idéologie «apolitique», pareille à la doctrine du Félibrige occitan. C'est pourquoi ils critiquent les renacentistas catalans et leurs revendications politiques. C'est dans ce sens que Teodor Llorente publie en 1865 dans le Calendari Català le poème «Als poetes de Catalunya».
C'est ainsi que se creusent les différences entre renacentistas catalans et valenciens et qui ne cessent d'augmenter avec le temps. Selon Vicent Simbor “le groupe de Llorente, en tant que représentant de la classe dirigeante valencienne, agricole et libérale, devait défendre ses intérêts économiques, si différents des intérêts de la bourgeoisie industrielle catalane. Comme l'explique Joan Reglà, les renacentistas valenciens se débattaient dans la «contradiction entre l'histoire -laquelle était liée fraternellement à la Catalogne- et ses structures socio-économiques -qui les opposaient».
La renaixença de Llorente concernait un nombre réduit d'individus, qui élaborèrent une littérature élitiste et éloignée du peuple, lequel assistait aux représentations de sainetes, mais ignorait les poèmes en langue savante. C'est ce que le groupe progressiste de Llombart tentera de corriger.

### Constantí Llombart et le groupe progressiste (1874-1909)

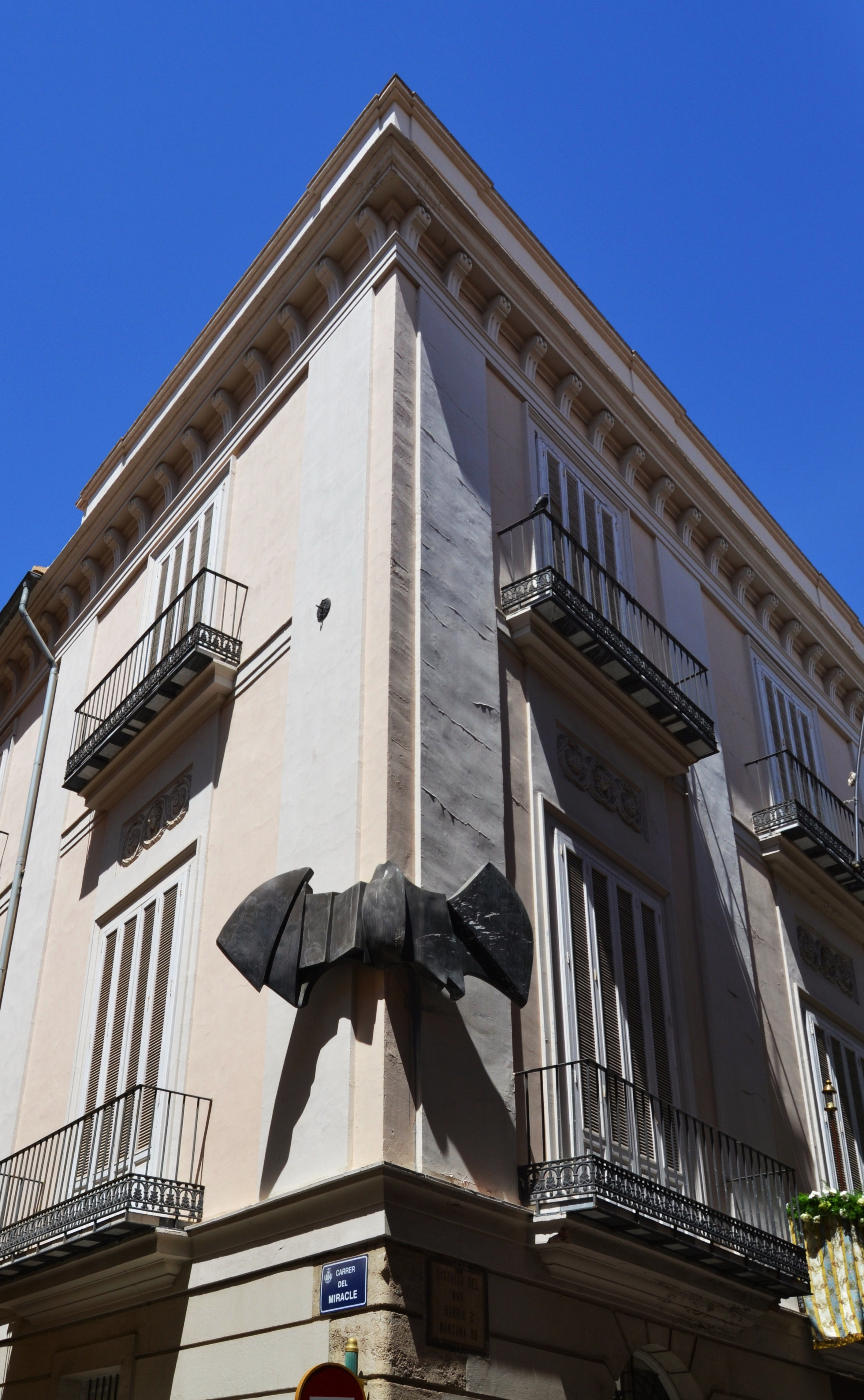
Siège de Lo Rat Penat à Valence. Association fondée par Constantí Llombart ayant pour objectif d'unir les deux groupes renacentistas (les conservateurs et les progressistes) et qui actuellement représente seulement le régionalisme conservateur et sécessionniste.

L'apparition de Constantí Llombart marque un changement pour la Renaixença valencienne par son effort de cohésion d'abord le groupe populiste ou progressiste, puis des deux deux groupes: celui, conservateur, de Llorente et le groupe progressiste.
Une fois articulé, ce groupe progressiste devait structurer les deux groupes existants : celui, conservateur, de Llorente et celui, progressiste, de Llombart. C'est dans cette intention que Llombart fonde Lo Rat Penat le 31 juillet 1878.

### Problématique de la langue valencienne
Malgré le fait que personne ne remette en cause l'unité de la langue des Valenciens, des Catalans et des Baleares, aucun des deux groupes, ni celui de Llorente ni celui de Llombart, ne se réfère à celle-ci sous le nom de « catalan » ou « langue catalane », les membres des deux groupes utilisent sans distinction les appellations suivantes : «limousin», «provincial», «régional», «notre dialecte», «valencien» ou «langue valencienne». L'unique exception à la règle est Querol, qui a intitulé une compilation de poèmes publiée en 1877 «Rimes catalanes».
Alors qu'en Catalogne les renacentistas rompent avec le bilingüisme et utilisent uniquement le catalan ; à Valence, aucun des deux groupes renacentistas n'ose bannir le castillan, ni n'ose demander la cooficialité du valencien. Il faudra attendre l'arrivée du valencianisme politique avec la Déclaration valencianiste de 1918 pour proposer des solutions plus réalistes pour la survivance du valencien.
Selon Vicent Simbor, l'unique différence entre les deux groupes « réside dans l'effort sincère du groupe de Llombart — bien qu'insuffisant — pour récupérer la langue et la rare contribution du groupe cultiste à une récupération véritable de celle-ci. Les premiers voulaient, mais ne savaient pas ou ne pouvaient pas; les seconds, il faut admettre que, malgré quelque cri poétique, en réalité ne voulaient pas ».
Comme preuve de la préoccupation sincère du groupe de Llombart pour la standardisation du valencien se trouvent des œuvres comme la publication par Llombart et Ramon Andrés Cabrelles de l'édition augmentée du dictionnaire de José Escrig y Martínez en 1887, l'Histoire grammaticale de la langue lemosino-valencienne de Josep Maria Puig i Torralva en 1883, le Dictionnaire général valencien-castillan (1891) de Joaquín Martí Gadea, et le Vocabulaire valencien-castillan. Le plus complet de ceux publiés à ce jour (1900). 
En ce qui concerne la normalisation de l'orthographe valencienne, elle n'aura lieu qu'en 1932 avec l'adoption des Normes de Castelló.

## Principaux auteurs
- Teodor Llorente
- Constantí Llombart
- Vicente Wenceslao Querol
- Félix Pizcueta
- Rafael Ferrer i Bigné
- Jacint Labaila
- Josep Bodria i Roig
- Josep Sanmartín i Aguirre
- Víctor Irianzo i Simón
- Luis Cebrián